# Apel fals
By Any Other Name este un episod din sezonul al II-lea al Star Trek: Seria originală care a avut premiera la 23 februarie 1968.

## Prezentare
Ființe din galaxia Andromeda fură nava Enterprise, îi modifică sistemele tehnice și încearcă să se întoarcă acasă.